# (18708) Danielappel
(18708) Danielappel (1998 HT97) – planetoida z grupy pasa głównego asteroid okrążająca Słońce w ciągu 5,31 lat w średniej odległości 3,04 j.a. Odkryta 21 kwietnia 1998 roku.